# Gare Cedar Park
Pour les articles homonymes, voir Cedar et Park.
La gare Cedar Park est une gare d'exo située à Pointe-Claire dans l'agglomération de Montréal. Elle dessert les trains de banlieue de la ligne exo 1.

## Correspondances

### Autobus

#### Société de transport de Montréal[2]
| Circuit | Destinations             |
| ------- | ------------------------ |
| 201     | Saint-Charles/Saint-Jean |
| 202     | Dawson                   |
| 211     | Bord-du-Lac              |
| 356     | Sainte-Anne-de-Bellevue  |
| 411     | EXPRESS Lionel-Groulx    |